# Государственный резервный накопительный фонд
Государственный резервный накопительный фонд — специальный денежный фонд, который используется для стабилизации государственного бюджета в периоды снижения государственных доходов и/или для государственных нужд в долгосрочной перспективе. Официальные названия подобных фондов бывают разными, наиболее употребительные — стабилизационный фонд и фонд будущих поколений.

## Необходимость резервных фондов
Резервные фонды создаются в тех государствах, бюджет которых сильно зависит от конъюнктурных факторов, как правило, мировых цен на сырьевые товары. Кроме того, некоторые страны накапливают средства в таких фондах на тот период, когда недра будут истощены.
Резервный фонд выполняет две функции. Во-первых, его средства могут быть использованы для покрытия дефицита госбюджета в момент неблагоприятной конъюнктуры. Во-вторых, в период высоких цен на сырьё фонд позволяет аккумулировать избыточные экспортные поступления и предотвращать развитие голландской болезни экономики.
Тезис об избыточных экспортных поступлениях может показаться парадоксальным. Рост экспортной выручки приводит, как правило, к быстрому укреплению национальной валюты. Само по себе такое укрепление не является угрозой для экономики, однако постоянные колебания валютных курсов вслед за колебаниями ценовой конъюнктуры создают макроэкономическую нестабильность и не позволяют компаниям избрать определённую стратегию — приспосабливаться к низкому либо высокому курсу. Кроме того, в условиях высоких административных барьеров и сильного монополизма (что характерно для большинства стран-экспортёров ресурсов) увеличение экспортных поступлений приводит к росту инфляции.
Помимо чисто экономических задач резервный фонд выполняет политическую задачу предотвращения быстрого роста государственных расходов. Госрасходы, как правило, невозможно оперативно уменьшить вслед за падением доходов. В результате в периоды неблагоприятной конъюнктуры это может приводить к крупным дефицитам госбюджета, невыполнению обещанных социальных обязательств и дефолту по государственным долгам. Подобные последствия гораздо более разрушительны для экономики, чем колебания объёма госбюджета сами по себе.
Необходимость создания резервных фондов является дискуссионной. Ряд экономистов и политиков считают, что эффективнее не держать деньги в резерве, а использовать их для импортных закупок, работающих на будущее страны: например, покупать патенты и оборудование, оплачивать обучение студентов за рубежом и т. д. Такая тактика позволяет избежать негативных последствий благоприятной конъюнктуры, не прибегая к фактическому замораживанию средств в резервном фонде.

## Резервный фонд и совокупный спрос нации
Так же, резервный фонд — это макроэкономический инструмент государства для поддержания совокупного спроса в точке Кейнса и долгосрочного экономического роста. Государство в своей макроэкономической политике сдерживает совокупный спрос нации в моменты бурного экономического роста, дабы сдержать инфляцию, и стимулирует спрос в годы стагнации, когда покупательская активность падает. В годы стагнации государство может тратить больше денег, чем собирает налогов. Это повысит совокупные расходы нации, позволит предприятиям не снижать производство товаров и услуг и не увольнять своих сотрудников. Напротив, в момент инфляции спроса государство уменьшает государственные расходы, дабы не стимулировать рост цен. Разницу в доходах и расходах совокупного бюджета государство может хранить в резервном фонде или брать в долг в иностранной валюте.

## Размещение средств резервных фондов
Средства резервных фондов размещают исключительно в иностранных активах (для фонда Аляски — в активах вне этого штата). Причины этого состоят в том, что фонд не может выполнять функцию независимого от состояния национальной экономики резерва, если он будет размещён внутри страны. Во время экономических кризисов национальная валюта и национальные ценные бумаги могут обесцениваться, и если фонд размещён в национальных активах, то он обесценится тоже. Кроме того, в этом случае средства фонда не смогут выполнять функцию стабилизации национальной валюты, более того, они будут раскручивать инфляцию.
Средства резервных фондов размещают в надёжные ценные бумаги и иные активы класса не ниже А. Это, как правило, государственные обязательства развитых стран (класс ААА) и акции надёжных компаний. При приобретении государственных обязательств, например облигаций, обеспечивается высокая надёжность, но низкая доходность. При вложении в акции доходность повышается, но надёжность снижается. Когда экономики развитых стран переживают кризисные явления, цены на сырьевые товары могут падать вследствие снижения спроса. В результате резервный фонд может понести убытки именно в тот момент, когда требуется использовать его средства. Поэтому деньги фондов, стабилизирующих бюджет при колебаниях конъюнктуры, вкладывают, как правило, только в гособлигации, а средства более долгосрочных фондов будущих поколений — ещё и в акции.
В России при создании Стабилизационного фонда сложилась ситуация, когда доходность фонда оказалась существенно ниже, чем стоимость обслуживания внешнего долга страны. Эта парадоксальная, на первый взгляд, ситуация объясняется следующим. Во-первых, о досрочном погашении внешнего долга удалось договориться не со всеми странами (например, Германия технически не могла этого сделать, так как на внешний долг РФ были выпущены облигации, имеющие множество владельцев). Во-вторых, если потратить Стабилизационный фонд на выплату долга, то сохранится опасность возникновения бюджетного дефицита в период низкой сырьевой конъюнктуры. В последнем случае потери при размещении средств фонда в низкодоходные инструменты являются, по сути, «страховым взносом» при «страховании» госбюджета от дефицита.

## Резервные фонды в разных странах

### США (Фонд Аляски)

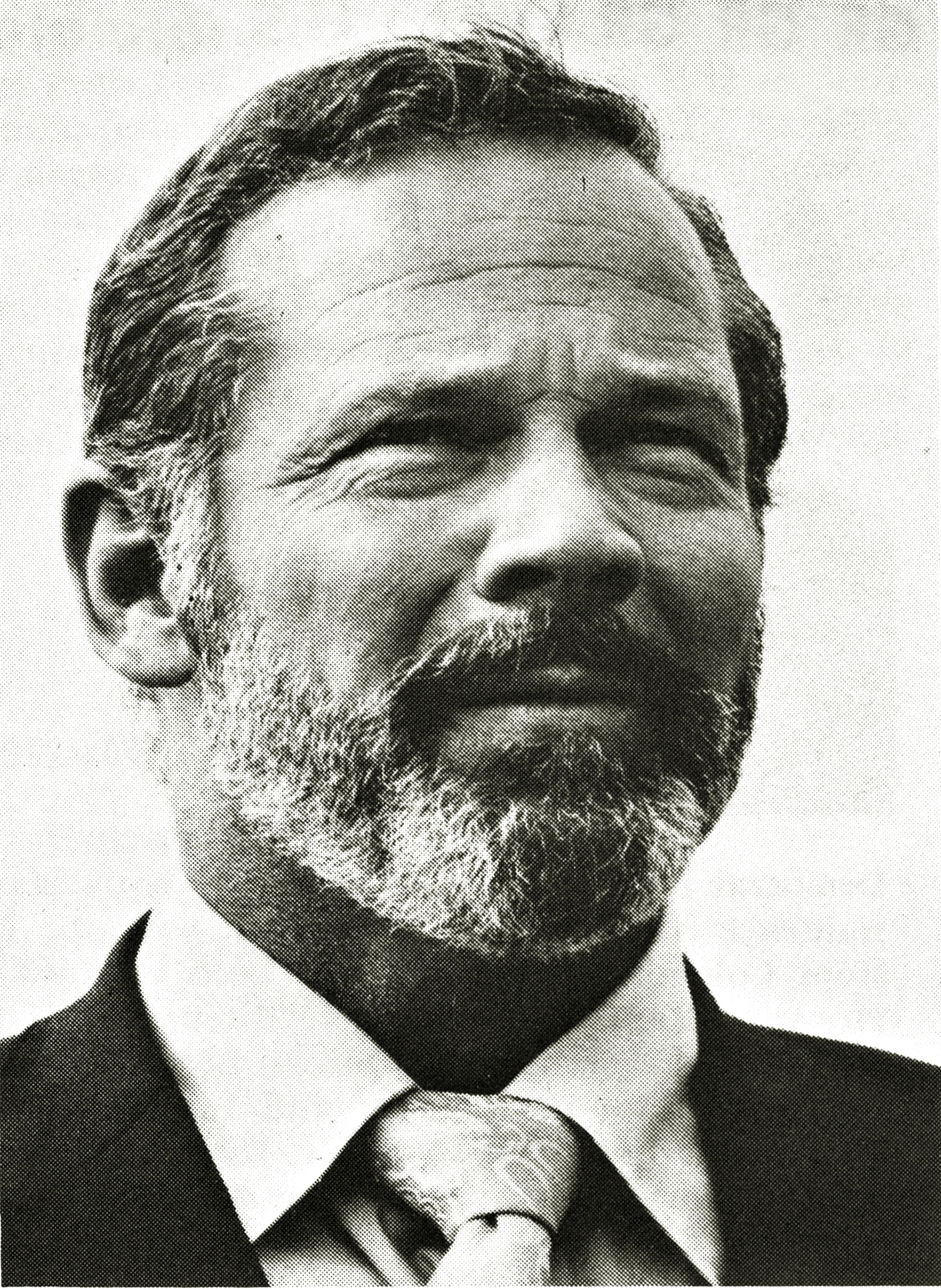
Джей Хаммонд (Jay Hammond, 1975) — учредитель Фонда Аляски, летчик- истребитель во время Второй мировой войны, 4-й губернатор Аляски с 1974 по 1982 год.

Фонд Аляски создан в 1976 на референдуме постоянных жителей штата. В фонд отчисляется 25 % средств, полученных правительством штата от нефтяных компаний (налоги, лицензии на бурение, плата за использование нефтепровода), а часть прибылей идёт на дивиденды жителям Аляски.
- 2008 год, 3 тыс. 269 долларов на жителя.[1]

### Азербайджан
Государственный нефтяной фонд  Азербайджана, был основан 29 декабря 1999 года. В фонде сосредотачиваются средства полученные от экспорта нефти и газа, а также от финансовой деятельности самого фонда. По данным на 1 апреля 2010 года в фонде сосредоточено средств на общую сумму 16 миллиардов 243 миллиона 300 тысяч долларов.

### Венесуэла
В 1998 в Венесуэле был создан Фонд макроэкономической стабилизации. Первоначально критерии наполнения фонда были сформулированы достаточно жёстко: если мировая цена на нефть превышает нормативную ($14,7 за баррель), то каждый доллар сверх этого идет в фонд. В дальнейшем правила перечисления средств в фонд изменялись, а госбюджет сводился с постоянными дефицитом. К 2003 удалось накопить $2,59 млрд, но правительство Уго Чавеса вскоре истратило эти деньги и сейчас фонд фактически не функционирует.

### Гондурас
О создании подобного государственного фонда Министерство Экономики страны заявило в 2002 году. К 2006 году оказалось что фонд содержит всего лишь 250 миллионов долларов США что достаточно низкая сумма даже для такой не богатой страны как Гондурас. В 2007 году власти заявили что в фонд будут отправлять не деньги а товары длительного хранения: зерно, крупы, кофе, стройматериалы, фарфор, сахар. У фонда можно покупать эти товары в длительную рассрочку с переплатой. Так же заявлялось о том что ряд музейных ценностей будет зарезервирован для хранения в фонде, но без права на продажу.

### Кувейт
В Кувейте существует два фонда — Бюджетный резервный фонд (c 1960) и Резервный фонд будущих поколений (с 1976). В фонд будущих поколений перечисляются 10 % госдоходов (независимо от их происхождения и цен на нефть). К концу 2004 года объём обоих фондов достиг $80 млрд. (около 170 % ВВП). Характер размещения средств фондов не разглашается, хотя известно, что деньги вкладываются в ценные бумаги развитых стран. Именно из этих фондов Кувейт профинансировал восстановление страны после войны 1990—1991 годов.

### Нигерия
В сентябре 2004 правительство страны приняло решение создать Стабилизационный фонд и перевести в него 50 % нефтяной сверхприбыли за предыдущий год. Однако уже в ноябре того же года из этих средств было изъято $280 млн, которые были потрачены на компенсацию гражданам их затрат на бензин. Фонд так и не начал функционировать.

### Норвегия
В Норвегии в 1990 был создан Государственный нефтяной фонд. Он выполняет роль как стабилизационного, так и «фонда будущих поколений». Порядок наполнения фонда определяется правительством и ежегодно утверждается парламентом, в него идёт около половины нефтяных доходов госбюджета.
На начало 2015 в фонде было накоплено более $800 млрд. Доходность Нефтяного фонда в 2005 составила 8,58 %. В среднем за девять лет она составила 4,47 %, причем в 2001—2002 годах фонд терпел убытки. Около 46 % средств фонда вложено в акции, а остальное в облигации.
Правительство Норвегии проводит очень жесткую политику пополнения Государственного нефтяного фонда. В результате связь между притоком нефтедолларов и бюджетными расходами стала даже обратной: чем выше нефтяные цены, тем меньше бюджетные расходы, и наоборот.
Во вторник 19 сентября 2017 года крупнейший в мире Государственный нефтяной фонд Норвегии впервые достиг объема в 1 трлн долларов.
Об этом объявил Национальный банк Норвегии, который руководит фондом, сообщает AFP.
Эта сумма составляет около $189 тыс. на каждого из 5,3 млн человек, проживающих в Норвегии. Фонд зафиксировал рекорд благодаря улучшению мировых основных валют по отношению к доллару и хорошей ситуации на фондовом рынке.

### Оман
В Омане в 1980 году был создан Государственный резервный фонд, а в 1993 году — ещё и Нефтяной фонд. При этом все нефтяные доходы при цене до $15 за баррель идут в бюджет, следующие $2 за баррель — в Государственный резервный фонд, следующие $0,5 за баррель — в Нефтяной фонд, а при цене свыше $17,5 за баррель нефтяные сверхдоходы снова идут в бюджет. Однако фонды наполнить так и не удалось, так как их средства постоянно шли на покрытие бюджетного дефицита.

### Россия
В России Стабилизационный фонд существовал с 2004 по 2008 год. В него перечисляются государственные доходы от добычи и экспорта нефти (в части экспортных пошлин и налога на добычу полезных ископаемых) при превышении мировой цены на нефть специально определённой «цены отсечения». То есть госбюджет получает средства, как если бы цена нефть была равна «цене отсечения», а всё сверх этого идёт в Стабилизационный фонд. 
На 30 января 2008 года в Стабфонде насчитывалось $157,38 миллиард (3 851,80 млрд руб.)МинФин
С 1 февраля 2008 года стабилизационный фонд был разделён на две части: Резервный фонд $125,41 миллиард (3 069 млрд руб.) и Фонд национального благосостояния $31,98 миллиард (782,8 млрд руб.).
С 2013 года официально начало действовать так называемое бюджетное правило, определяющее максимальный уровень расходов бюджета, исходя из цены на нефть.
С 1 января 2018 года Резервный фонд ликвидирован и присоединен к Фонду национального благосостояния.

### Чили
Медный стабилизационный фонд Чили был создан в 1985. Ежегодно министерство финансов Чили устанавливает ориентировочную (базовую) цену на медь. Если реальная экспортная цена её превышает, то излишек доходов перечисляется из бюджета в фонд. В начале 2006 в фонде было аккумулировано свыше $1 млрд.

### Украина
В марте 2020 года Кабинет министров Украины разработал комплекс поправок в государственный бюджет, одна из которых создание стабилизационного фонда на 124 млрд гривен под управлением Министерства финансов. Средства из фонда будут выделяться на поддержку медиков, борьбу с эпидемией COVID-19, помощь таким категориям населения как пенсионеры и потерявшие работу, а так же стабилизацию экономики страны. Точных данных о этапах наполнения фонда и его актуальном состоянии пока что не имеется.